# 吴绛雪

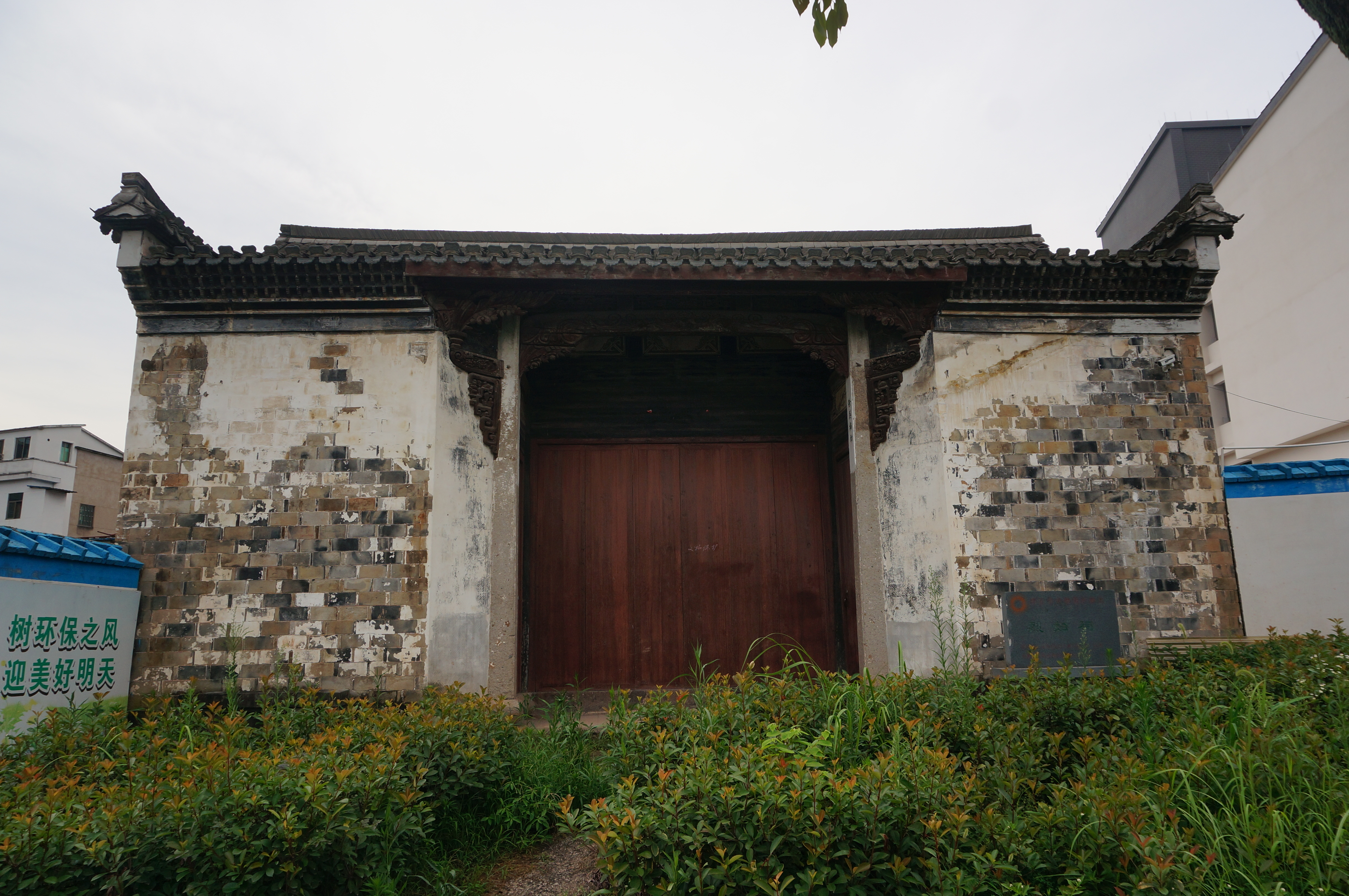
永康市西街（今松石路）纪念吴绛雪的烈妇祠。

吴绛雪（1650年—1674年），女，浙江永康人。清代诗人。

## 生平
父吴士骐曾任仙居、嘉善、嵊县教谕。1674年耿精忠在福建叛乱，派部将徐尚朝进兵浙江，兵至永康，吴绛雪自杀身亡。